# Tomentella subvinosa
Tomentella subvinosa är en svampart som först beskrevs av Edward Angus Burt, och fick sitt nu gällande namn av Bourdot & Galzin 1924. Tomentella subvinosa ingår i släktet Tomentella och familjen Thelephoraceae.   Inga underarter finns listade i Catalogue of Life.